# Batalha de Vestonice
A Batalha de Vestonice ou Batalha de Wisternitz ou Batalha de Dolní Věstonice foi travada em 5 de agosto de 1619 entre uma força da Morávia sob Friedrich von Tiefenbach (Teuffenbach) e um exército austríaco sob Henri de Dampierre. A batalha foi uma vitória da Morávia. A batalha faz parte da Guerra dos Trinta Anos.
Budweis (České Budějovice) foi uma das três cidades que permaneceram leais ao imperador austríaco quando a Boêmia se revoltou. Após a vitória austríaca em Sablat, os boêmios foram forçados a levantar o cerco de České Budějovice. Em 15 de junho de 1619, Georg Friedrich de Hohenlohe-Neuenstein-Weikersheim retirou-se para Soběslav, onde esperou o reforço do conde Heinrich Matthias von Thurn.
Depois de assumir o controle dos lugares fortes do sul da Boêmia, o imperador Fernando II enviou uma força sob Dampierre para a Morávia, que havia escolhido o lado dos rebeldes boêmios. No entanto, Dampierre foi derrotado em Dolní Věstonice (alemão: Wisternitz) pelas forças da Morávia sob von Tiefenbach (irmão de Rudolf von Tiefenbach) e Ladislav Velen ze Žerotína em agosto de 1619, o que deixou a Morávia no campo da Boêmia.